# Chorizagrotis sorella
Chorizagrotis sorella là một loài bướm đêm trong họ Noctuidae.